# José e Pilar
José e Pilar é um documentário do realizador português Miguel Gonçalves Mendes, uma co-produção entre Portugal, Espanha e Brasil, estreado em novembro de 2010. Inicialmente chamar-se-ia "União Ibérica".

## Sinopse
A relação entre José Saramago, Prêmio Nobel de literatura em 1998, com sua esposa, a jornalista Pilar del Río, através do cotidiano do casal.

## Repercusão
Em Portugal o documentário esteve quatro meses consecutivos em cartaz, resultando num total de 22 mil espetadores, já no Brasil esteve cinco meses consecutivos, com 40 mil espetadores no total. Estes números fizeram-no ser o documentário realizado por um português mais visto em Portugal.
Em Julho de 2011, o blogue de cinema Split Screen criou o movimento José e Pilar aos Óscares com o intuito de de sensibilizar o Instituto do Cinema e Audiovisual português (ICA) a submeter o filme "José e Pilar" como candidato português a Melhor Filme Estrangeiro nos Óscares 2012. Foi criada uma petição e um blogue oficial da iniciativa. Em cerca de uma semana, a petição conseguiu superar as mil e duzentas assinaturas.
A 9 de Setembro de 2011, o ICA anunciou que este documentário foi eleito candidato português ao Oscar de Melhor Filme Estrangeiro. A escolha foi feita por uma comissão composta por representantes de associações do setor cinematográfico, tendo sido previamente submetida a aprovação da Academia de Artes e Ciências Cinematográficas.

## Prémios
| Ano  | Prêmio                                                     | Categoria           | Resultado | Ref.   |
| ---- | ---------------------------------------------------------- | ------------------- | --------- | ------ |
| 2010 | Mostra Internacional de Cinema de São Paulo (Júri Popular) | Melhor Documentário | Venceu    | [ 9 ]  |
| 2011 | Festival Coimbra Caminhos do Cinema Português              | Melhor Documentário | Venceu    | [ 10 ] |
| 2011 | Prémio do Público da Mostra Visões do Sul                  | Melhor Documentário | Venceu    | [ 11 ] |
| 2011 | Autor da SPA                                               | Melhor Documentário | Indicado  | [ 12 ] |
| 2011 | Academia Brasileira de Cinema                              | Melhor Documentário | Indicado  |        |